# Оравско-Спишский конфликт

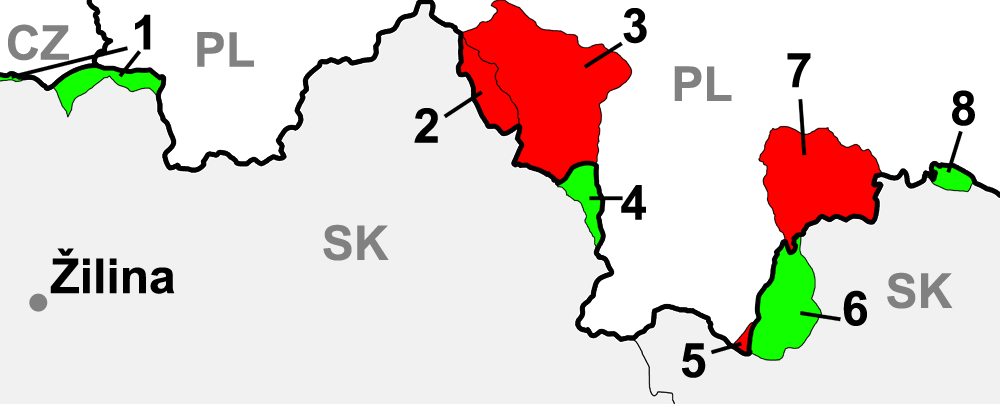
Карта спорных территорий. Орава: № 3 — район Яблонки, отошедший Польше; № 2 — район Липницы, отданный Чехословакией в обмен на № 4; № 4 — Гладовка и Сукха-Гора. Спиш: № 7 — район Нова-Бялы, отошедший Польше; № 8 — район Лешницы, отошедший Чехословакии; № 6 — район Яворины, отошедший Чехословакии

Оравско-Спишский конфликт — территориальный спор между Польшей и Чехословакией касательно принадлежности территорий Оравы и Спиша. Спор начался после образования Польши и Чехословакии в 1918 году, и окончательно разрешился в 1958 году.

## История вопроса

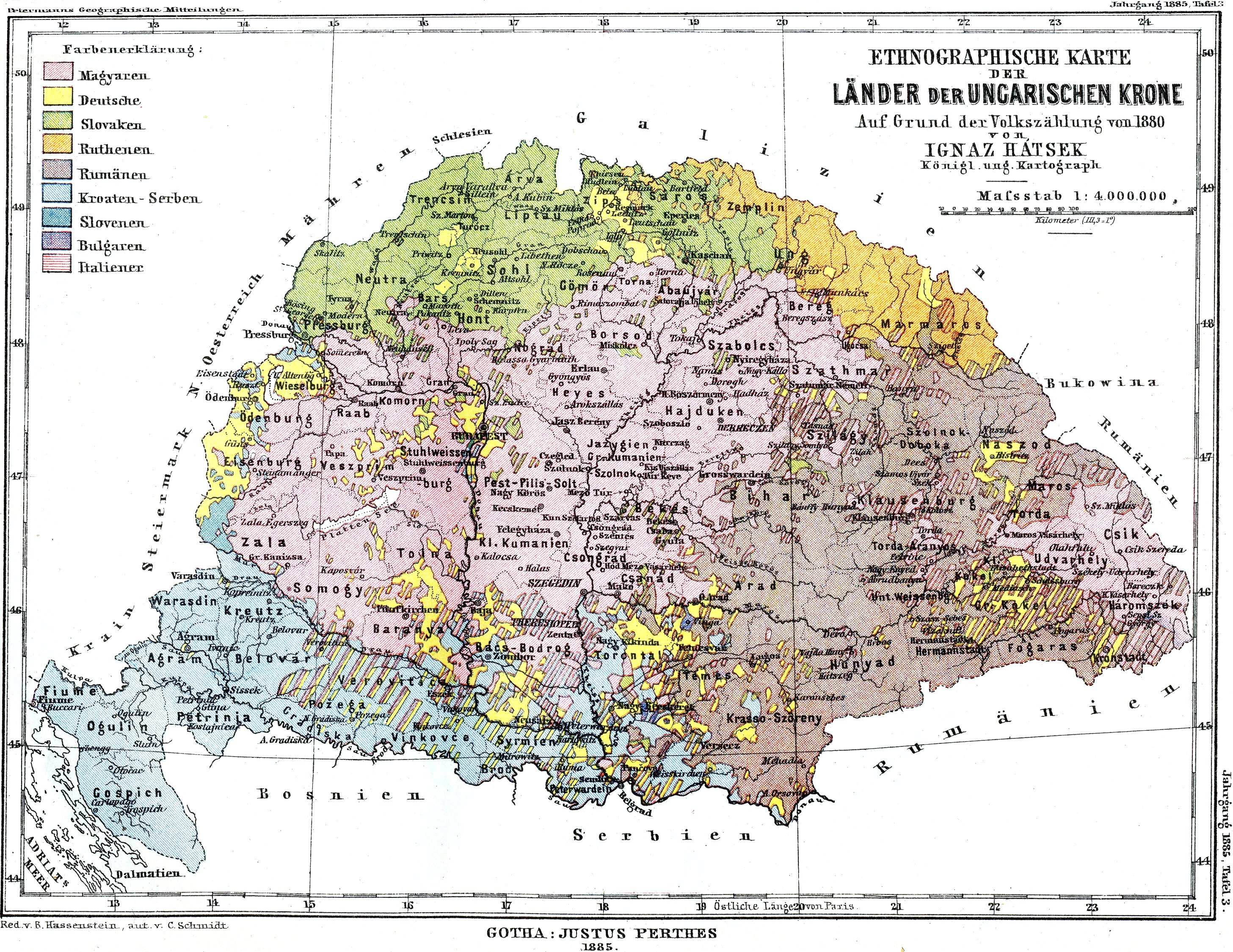
Этническая карта Венгрии в соответствии с переписью 1880 года

В Австро-Венгрии Орава и Спиш были отдельными жупами в составе Транслейтании (земель венгерской короны). С севера они граничили с королевством Галиции и Лодомерии, входившем в Цислейтанию (земли австрийской короны). Населяли эти места гурали, занимавшие промежуточное положение между словаками и поляками.

## 1918—1920
В октябре 1918 года среди польских авторов начали выдвигаться лозунги присоединения Оравы и Спиша к создаваемому польскому государству. В ноябре 1918 года польские войска заняли Ораву, а в декабре — Спиш. Однако эти польские действия противоречили решению Антанты от 5 декабря 1918 года о том, что граница между польскими и словацкими землями пройдёт по прежней административной границе между венгерскими и австрийскими землями внутри Австро-Венгрии. Традиционно хорошие польско-венгерские отношения привели к тому, что эти действия были плохо восприняты в самой Польше; польские представители в Будапеште уведомили венгерское правительство о том, что данные акции произошли без ведома польского правительства и что они не являются покушениями на целостность земель короны Святого Иштвана.
Польскими властями было объявлено, что на оккупированных территориях Оравы и Спиша в конце января 1919 года будут проведены выборы в польский сейм. Так как подобные действия означали бы фактический польский суверенитет над этими землями, и дали бы впоследствии сильный козырь на переговорах о границе, чехословацкие власти постарались воспрепятствовать проведению этих выборов. Они обратились к представителям Антанты в Будапеште, которые приказали польским властям освободить занятые территории до 13 января 1919 года. К середине января практически весь спорный регион перешёл под чехословацкий контроль.
На мирной конференции в Париже главным спорным вопросом польско-чехословацкой границы был Тешинский конфликт, и удовлетворительного решения найдено не было. Советско-польская война изменила ситуацию в регионе, немного сблизив Польшу и Чехословакию, и 10 июля 1920 года обе стороны обратились за международным арбитражем. По решению конференции в Спа 28 июля Польша получила 20 % территории Оравы и 4,2 % территории Спиша. Чехословацкая сторона признала новую границу в тот же день, польская — 31 июля.
Решение арбитража оставило чувство неудовлетворённости у обеих сторон. В Чехословакии Бенеш подвергся резкой критике за нарушение исторических границ, а словацкие автономисты стали использовать тему Оравы и Спиша в античешской пропаганде.

## Спор о Яворине
Обе стороны согласились с предложением комиссии по разграничению об обмене Липницы в Словацкой Ораве на Гладовку и Сукха-Гору в Польской Ораве, однако Чехословакия решительно воспротивилась, когда Польша захотела получить ещё и Яворину в Словацком Спише, и отказалась даже тогда, когда Польша предложила взамен Кацвин и Недецу. Чехословакия считала, что вопрос о вхождении Яворины в Спиш уже решён конференцией в Спа, в то время как польская сторона полагала, что Чехословакия должна передать ей Яворину в знак доброй воли в качестве компенсации за несправедливое (по мнению Польши) решение о границе в Тешинской Силезии.
Для обеих сторон спор превратился в вопрос престижа. Конференция послов передала спор в Лигу Наций с рекомендацией о передаче дела в Международный суд в Гааге. 17 декабря 1923 года Совет Лиги Наций не поддержал предложений Польши, и Яворина осталась в составе Чехословакии.

## 1938

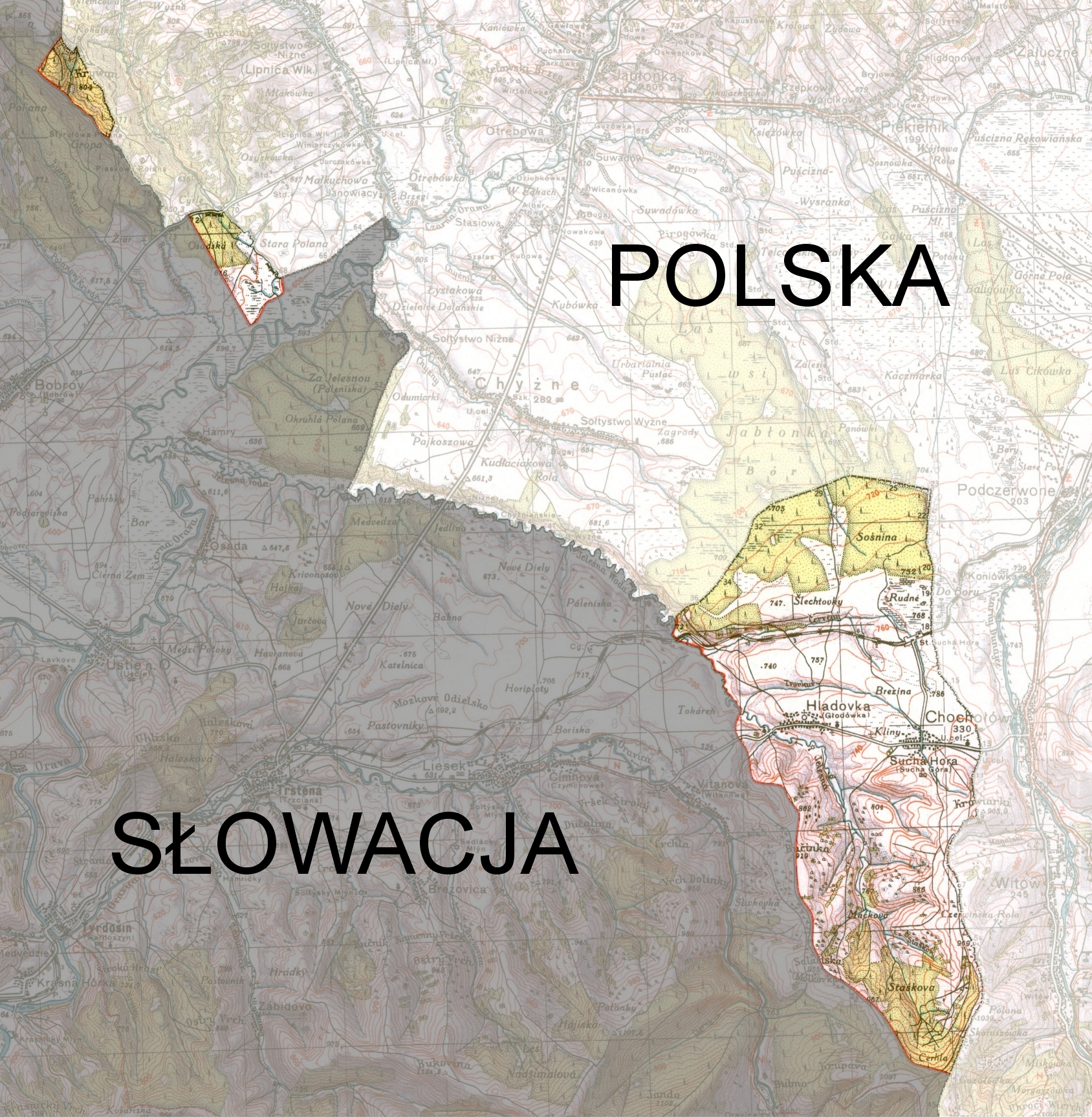
Часть словацкой Оравы, переданная в 1938 году Польше

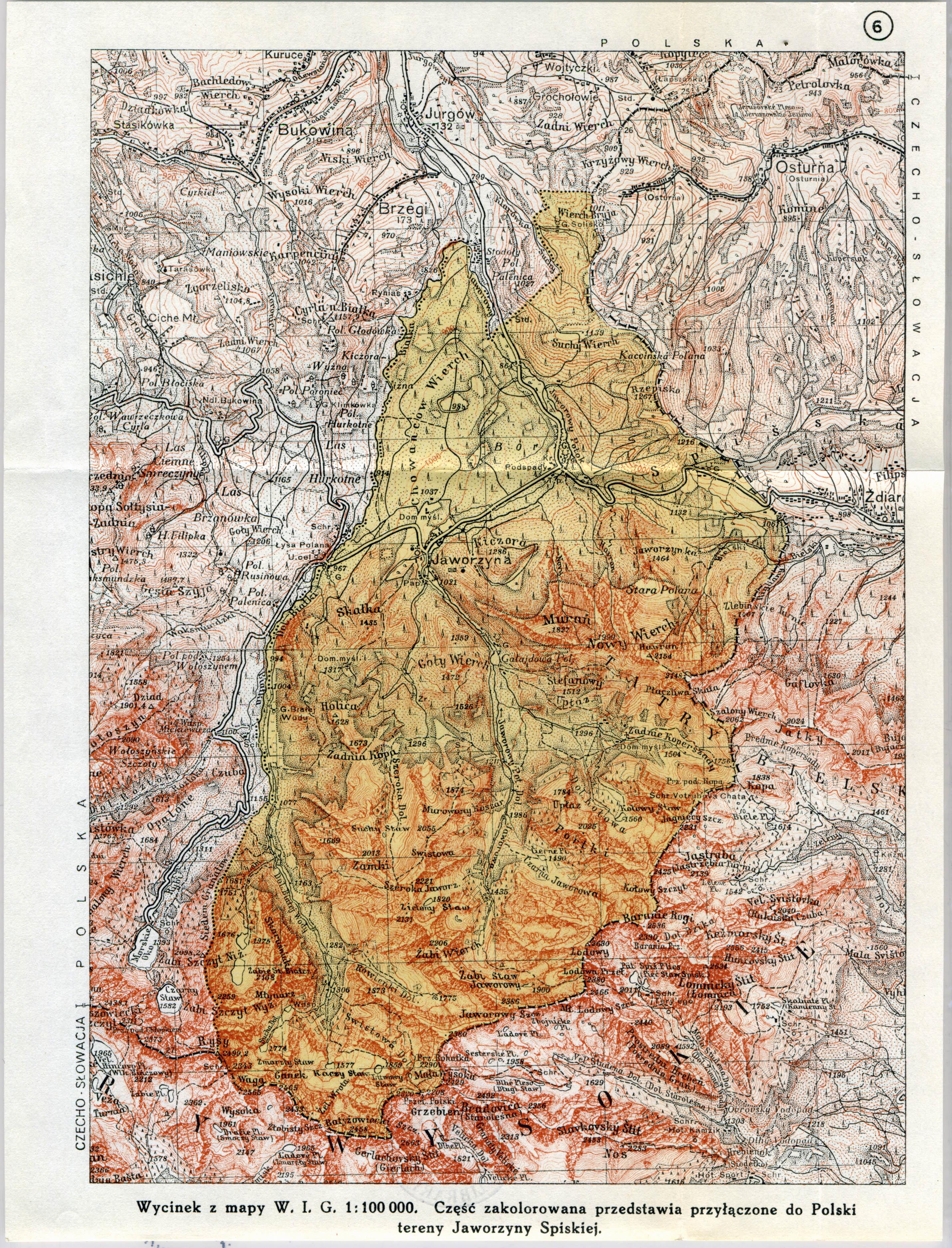
Часть словацкого Спиша, переданная в 1938 году Польше

После оккупации Заользья в октябре 1938 года Польское правительство продолжило прилагать усилия к «комплексному решению чехословацкого вопроса», поддержав создание независимой Словакии. Однако Словакия стала следовать в русле не Польши, а Германии, и потому в Польше вновь подняли территориальные вопросы. Были созданы Комитет помощи Спишу, Ораве и Кисуциму, а также Комитет объединения оравских поляков. Они требовали присоединения к Польше территорий, площадью в несколько тысяч квадратных километров, на которых проживало более ста тысяч человек.
Польское правительство направило свои требования не в Прагу, а напрямую в Братиславу. В ноте Польше требовала земли в районе Чадца, часть Татрских лесов, Яворину, Пьянину-на-Дунайце, реку Попрад и различные населённые пункты, в которых проживало порядка 6 тысяч человек. Словацкое автономное правительство отвергло польские требования и предложило руководствоваться этническим принципом. Последовал польский ультиматум, и словацкое и чехословацкое правительства, одновременно решая территориальные проблемы с Венгрией, были вынуждены уступить, согласившись на решение вопроса путём плебисцита. Чехословакия назначила представителей из Словацкого правительства в качестве своей части комиссии по делимитации границы, и комиссия приступила к работе в сложных условиях враждебности со стороны местного населения, не желавшего передачи своих земель Польше.
24 ноября 1938 года в Оравске-Подзамке два камня попали в автобус с польской делегацией, и польское правительство немедленно заявило, что для обеспечения мира и безопасности на спорную территорию должны быть введены польские войска. На следующее утро оперативная группа «Силезия» польской армии пересекла границу, и в районе Чадца состоялся бой между польскими и чехословацкими войсками; аналогичные стычки случились в районе Яворины. 30 ноября был подписан делимитационный протокол, в соответствии с которым Словакия потеряла 226 км², на которых проживало 4280 человек. Польские власти немедленно начали «полонизацию» присоединённых территорий.

## После Второй мировой войны
После Второй мировой войны Чехословакия заявила, что считает границами государства те, что существовали до Мюнхенского соглашения, таким образом отказываясь от территорий, отторгнутых Словацким государством от Польши в 1939 году. 20 мая 1945 года в Трстене было подписано соглашение о возвращении этих территорий Польше, и чехословацкие пограничники вернулись на домюнхенскую границу, несмотря на протесты местного населения, не желавшего перехода в польское подданство.
По окончании войны Польша, стремясь построить моноэтническое государство, в котором бы проживали все поляки, опять подняла вопрос о Тешинской Силезии. Ситуация осложнилась тем, что после передачи Польше бывших германских территорий в Силезии на территории Польши образовались районы с проживанием чешского меньшинства. После бесплодных переговоров в 1947 году под давлением СССР между Польшей и Чехословакией был подписан договор о дружбе и взаимопомощи, зафиксировавший нерушимость послевоенных границ. Это немного остудило ситуацию. В 1958 году в Варшаве Польша и Чехословакия подписали окончательный договор о прохождении польско-чехословацкой границы. Договор вступил в силу 14 февраля 1959 года.